# Heia bortelaget
Heia Bortelaget (« Allez l'équipe visiteuse »), de son nom complet Fanklubben Heia Bortelaget (av Lerkendal) (FKHB(aL)), est un club de supporteurs norvégien de football qui assiste aux matches à domicile de Rosenborg BK au stade Lerkendal pour soutenir l'équipe adverse, quelle qu'elle soit.
Le groupe a été fondé en avril 1992 par des étudiants en physique de l'Institut norvégien de technologie (Norges Tekniske Høgskole). Il n'a rencontré qu'un succès limité pendant plusieurs années, Rosenborg remportant 13 championnats consécutifs (de 1992 à 2004), jusqu'à 2005, où une autre équipe gagna le Tippeligaen.
Le club de supporteurs utilise la couleur rose - une couleur neutre, puisqu'elle n'est utilisée par aucun autre grand club norvégien, qui contraste de plus avec les couleurs noires et blanches de Rosenborg.
Il remet une coupe au capitaine de l'équipe visiteuse qui bat Trondheim (une récompense qui n'a pas été attribuée pendant presque quatre ans, entre septembre 1994 et juillet 1998), et une autre à l'arbitre qui siffle un penalty en faveur de l'équipe adverse ou prend toute décision préjudiciable à l'équipe locale.

## Sources
- (en) Cet article est partiellement ou en totalité issu de l’article de Wikipédia en anglais intitulé « Heia Bortelaget » (voir la liste des auteurs).
- (de) Kalter Norden, heiße Fans, SPIEGEL ONLINE.